# آدریانوس د یونگ
ادریانوس د جونگ (انگلیسی: Adrianus de Jong; ۲۱ ژوئن ۱۸۸۲ – ۲۳ دسامبر ۱۹۶۶) شمشیرباز اهل پادشاهی هلند بود.